# Biosphärenreservat Georgian Bay
Das Biosphärenreservat Georgian Bay (gelegentlich auch Georgian Bay Mnidoo Gamii Biosphere; englisch Georgian Bay Biosphere Reserve, französisch Réserve de la biosphère de Georgian Bay) ist ein im Jahr 2004 von der UNESCO, im Rahmen des Programms Der Mensch und die Biosphäre (englisch Man and the Biosphere Programme (MAB)), anerkanntes Biosphärenreservat. Es liegt im Süden der kanadischen Provinz Ontario, nördlich und südlich der Kleinstadt Parry Sound.
Das Biosphärenreservat Georgian Bay ist eines von derzeit 19 Biosphärenreservaten in Kanada und das jüngste von vier Reservaten dieser Schutzgebiete in der Provinz Ontario. Die drei weiteren Biosphärenreservate in Ontario sind das Biosphärenreservat Frontenac Arch, das Biosphärenreservat Long Point und das Biosphärenreservat Niagara-Schichtstufe. 
Das Gebiet des Biosphärenreservats erstreckt sich entlang des östlichen Bereiches der Georgian Bay, einer Bucht im Osten des Huronsees. Im Süden des Biosphärenreservates umfasst dieses auch den Georgian-Bay-Islands-Nationalpark. Weiterhin umfasst es auch verschiedene der Provincial Parks in Ontario (Teile des French River Provincial Parks, den Massasauga Provincial Park, den Killbear Provincial Park und weitere Parks), sowie andere Schutzgebiete. Außerdem umschließt es mehrere Reservate der First Nations, hier der Anishinabe.